# Tinantia leiocalyx
Tinantia leiocalyx är en himmelsblomsväxtart som beskrevs av Charles Baron Clarke och J.D.Sm. Tinantia leiocalyx ingår i släktet änketårssläktet, och familjen himmelsblomsväxter. Inga underarter finns listade.